# كيتامورا هاجيمي
كيتامورا هاجيمي (باليابانية: 北村甫) هو لغوي ياباني، ولد في 1923، وتوفي في 2004.